# Eleven Madison Park
40°44′30″ пн. ш. 73°59′14″ зх. д. / 40.741673° пн. ш. 73.987242° зх. д.
Eleven Madison Park — американський ресторан, розташований на Медісон-авеню, 11 у Нью-Йорку. Визнавався найкращим рестораном світу 2017 року за версією британського журналу «Restaurant». Відзначений трьома зірками Червоного путівника Мішлен.

## Загальні відомості
Ресторан, спроектований компанією Bentel & Bentel і розташований в будівлі Metropolitan Life North Building зі сторони Медісон-скверу, спочатку був відкритий 1998 року ресторатором Денні Мейєром.
З 2006 року в Eleven Madison Park почали працювати шеф-кухар Данієль Гум (уродженець Швейцарії) з Віллом Гуїдарою і 2011 року вони викупили ресторан у Мейєра.
2017 року Eleven Madison Park було закрито на ремонт (з 9 червня до 11 жовтня), головним чином для реконструкції кухні, яка не оновлювалась майже 20 років.
Ресторан має внутрішній бар із вражаючою картою вин, а також пропонує класичні сезонні коктейлі. На другому поверсі — чудовий зал із видом на парк Медісон-сквер. Там на ланч пропонуєся 3 напрямки меню за 56 доларів. На обід — 4 напрями за 125 доларів або 8 дегустаційних меню за 195 доларів. Ще одна фішка закладів — клієнт сам вибирає собі інгредієнти, які потом Данієль Гум перетворює на смачну страву.
Куховарська книга ресторану Eleven Madison Park була опублікована 2011 року Крім того, Гум і Гуїдара видали інші кулінарні книги, зокрема: «Я люблю Нью-Йорк: інгредієнти та рецепти». Куховарська книга ресторану «The NoMad»,, а також «Eleven Madison Park: Наступна глава».

## Визнання
- La Liste — 4-те місце серед ресторанів США і 241-те місце серед ресторанів світу в списку 1000 найкращих ресторанів світу за версією Міністерства іноземних справ Франції, виданий 2015 року.[13]
- Асоціація Relais et Châteaux — Eleven Madison Park зазначений як Grand Chef, 2008[14]
- Нью-Йорк таймс — Чотири зірки, 2015[15] і 2009[16]
- James Beard Foundation Award — Бездоганне обслуговування, 2016;[17] Видатний шеф, Деніел Хумм, 2012;[17] Видатний кондитер, Анжела Пінкертон, 2011;[17] Видатний ресторан, 2011;[17] і Найкращий шеф, Нью-Йорк, Деніел Хумм, 2010[17]
- 50 найкращих ресторанів світу від журналу «Restaurant» — № 50 в 2010,[18] № 24 в 2011,[19] № 10 в 2012, № 5 в 2013,[20] № 4 в 2014,[20] № 5 в 2015, № 3 в 2016 і № 1 в 2017.[20]
- Grand Table du Monde — 2014[21]
- Wine Spectator Grand Award — 2011—2016[22]
- Forbes Travel Guide — П'ять зірок, 2010—2014[23]
- Гід Мішлен — Три зірки, 2012—2015[24]
- Zagat — 28-й рейтинг щодо їжі, декору і обслуговування в 2014 році.[25]